# 瀧原宮
瀧原宮（たきはらのみや）は、三重県度会郡大紀町滝原にある神社であり、内宮（皇大神宮）の別宮である。祭神は天照坐皇大御神御魂（あまてらしますすめおおみかみのみたま）。「滝原宮」と表記されることがある。
対となる別宮である瀧原竝宮（たきはらならびのみや）が並立されている。

## 祭神
瀧原宮（たきはらのみや）
- 天照坐皇大御神 荒御魂（あまてらしますすめおおみかみのみたま あらみたま）

瀧原竝宮（たきはらならびのみや）
- 天照坐皇大御神 和御魂（あまてらしますすめおおみかみのみたま にぎみたま）

『延喜式』には、両別宮ともに「大神の遙宮」と表記され、祭神名は表記されていない。神宮では、祭神を天照大御神の御魂（あまてらすおおみかみのみたま）とする。さらに、瀧原宮はその和御魂（にぎみたま）、瀧原竝宮は荒御魂（あらみたま）が祀られるとされる。
『倭姫命記』では、瀧原宮の祀神を水戸神（みなとのかみ）別名速秋津日子神（はやあきつひこのかみ）、瀧原竝宮は妻神速秋津比賣神（はやあきつひめのかみ）とする。

## 概要

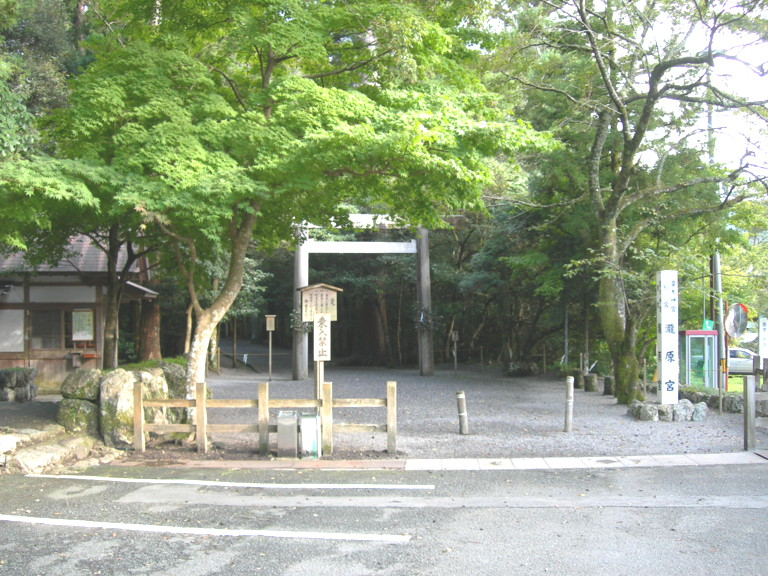
参道口の鳥居

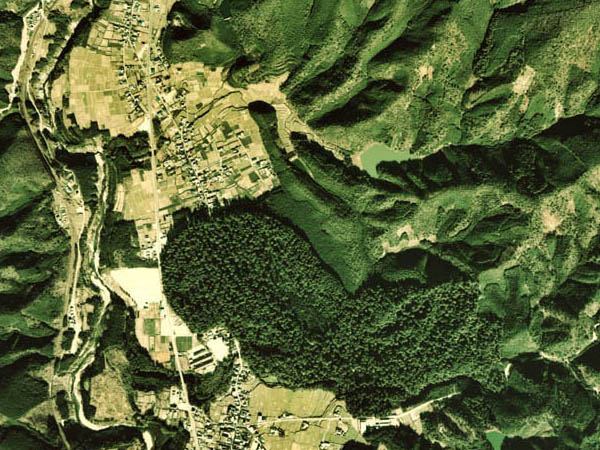
瀧原宮付近の航空写真。神域の樹木は巨木が多く樹冠半径が大きいため、周辺の民有林との境界がわかりやすい。1975年度撮影

瀧原宮と瀧原竝宮は、伊勢神宮のある伊勢市の西部を流れる宮川の河口から約40km上流の、宮川支流大内山川が流れる度会郡大紀町（旧大宮町）滝原にある。宮域には瀧原宮と瀧原竝宮の2つの別宮のほか、瀧原宮所管社の3社（若宮神社、長由介神社、川島神社）がある。
瀧原宮の宮域は、約44haと広大である。山を背後に南面し、前方には川が東から西へ流れる地勢から内宮の雛型になったとする説がある。内宮と荒祭宮の関係である。すなわち瀧原宮は天照皇大御神の和魂（にぎみたま）、瀧原竝宮は天照皇大御神の荒魂（あらみたま）を祀るとされる。
所管社の若宮（わかみや）神社には神体を入れる『御船代』を納める御船倉（みふなぐら）が併設されているが、御船倉を持つ別宮は瀧原宮のみである。

## 歴史
瀧原宮の、正確な起源はわからない。本宮は、倭姫命が内宮よりも先に天照大御神を祀った場所という伝承がある。『倭姫命世記』によると、第11代垂仁天皇の皇女倭姫命が、宮川下流の磯宮（いそのみや）より天照坐皇大御神（天照大神）を祀る地を探すために上流へ遡ったところ、宮川支流『大内山川』の流域に「大河の瀧原の国」という美しい場所があったので、草木を刈り新宮を建てた。だが天照皇大神の神意により、現在の内宮のある伊勢市宇治館町に新宮（五十鈴宮）を建てたため、天照坐皇大御神御魂（あまてらしますすめおおみかみのみたま）を祀る別宮となったとされる。神宮ではこの説を採る。
なお天照大神を過去に祀っていた場所を元伊勢と呼ぶが、別宮とされたのは瀧原宮だけである。別宮とされた理由は不明であるが、ヤマト王権が勢力を南下させるにあたり重視した説などがある。
804年（延暦23年）の『皇太神宮儀式帳』及び927年（延長5年）の『延喜太神宮式』には、天照大神の遙宮（とおのみや）と記述されており、それ以前からあったと考えられている。皇太神宮儀式帳では瀧原宮1院1号で、延喜太神宮式では別号とされているため、創建当初は瀧原竝宮は瀧原宮に含まれ、804年から927年の間に独立したと考えられている。
太神宮諸雑事記の771年（宝亀2年）12月条に651年（白雉2年）9月の神嘗祭に瀧原宮祭使が洪水の難によって遙拝したとあることから、651年には神宮別宮であったとする説があるが、他の史料がないことから確実視はされていない。
続日本紀の文武2年（698年）の記事に現れる『多気太神宮』を瀧原宮と考える説があるが、多気郡明和町にあった斎宮を多気太神宮とする説もある。
皇大神宮が伊勢の五十鈴宮へ転座したのちに瀧原宮と改称したため、神号を地名に使うことは神威を汚すとし、付近の地名「長者野」の端にちなみ地名を『野尻』と改め、後に『野後』となったという。1890年（明治22年）に野後村を含む4ヶ村が合併し滝原村が生まれ、1935年（昭和15年）に町制施行により滝原町となった。1956年（昭和31年）滝原町と七保村の合併による『大宮町』誕生で「滝原」の地名が消えることを惜しんだ住民の希望により野後は再び滝原へ改称された。
1931年（昭和6年）に手水舎が新設された。
第二次世界大戦末期の1945年（昭和20年）6月26日、アメリカ軍のB-29爆撃機から爆弾8発を投下され、斎館の一部が破損、宮域で最大であった太郎杉、ほかに次郎杉も被災した。太郎杉は枯れてしまったため、1954年（昭和29年）に伐採された。太郎杉は中央部が腐って空洞になっていたが、樹齢293年と推定され、地上約3mの部分を輪切りにした標本が神宮徴古館農業館に展示されることになった。2006年9月現在は、江戸時代以降神宮式年遷宮に用いられている木曽のヒノキ（樹齢約400年）と、神宮の森林で伐採されたヒノキ（樹齢約80年、22世紀から遷宮に使用する予定）の輪切り標本とともに、神宮徴古館で展示されている。太郎杉は太さから想像されたよりも樹齢が若かったことから、滝原は杉の生育に適していると考えられた。同様に被災した次郎杉は大紀町郷土資料館 （旧大宮町郷土資料館 ）に展示されることになった。
1959年（昭和34年）の伊勢湾台風で外宮内宮の本宮は多くの『神宮杉』（宮域の杉巨木）を失ったが、瀧原宮では被害が小さかったため、本宮より杉の巨木が目立つようになった。
古殿地・新御敷地と呼ばれる式年遷宮のための空き地が所管社の脇にあり、伊勢神宮に準じて20年ごとに本殿が新築移動される。室町時代には北畠家の所領とされ、太閤検地により400石余の神領とされるまで式年遷宮は中断した。江戸時代までは神田などの収入で経費を賄っていたが、明治以降は伊勢神宮と同様に官費からの支給となり、昭和20年の第二次世界大戦敗戦後は宗教法人神宮による運営となった。
現在では、式年遷宮のためのお木曳行事が伊勢神宮に準じ20年に一度行なわれるが、1年次のみである。第62回神宮式年遷宮の瀧原宮御木曳は2006年（平成18年）4月16日（日曜日）に行なわれた。現在、ほかの境外別宮と同様に、神職が参拝時間内に常駐する宿衛屋（しゅくえいや）があり、お札・お守りの授与や、神楽や御饌の取次ぎを行なっている。

## 所管社
境内に若宮神社（わかみやじんじゃ）、長由介神社（ながゆけじんじゃ）、川島神社（かわしまじんじゃ、長由介神社同座）がある。若宮神社・長由介神社ともに由来・祭神不詳である。1192年（建久3年）の『皇大神宮年中行事』の両社の名前が出るが、内宮一禰宜であった藤波氏経が1464年（寛正5年）に加筆したとされ、鎌倉時代の1228年（安貞2年）の内宮遷宮記が初出とされる。
- 若宮神社
  - 天若宮（あめのわかみや）とも[10]。祭神は、速秋津日子と速秋津日賣の御子神、天水分神（あめのみくまりのかみ）とされるが、詳細は不明である[10]。
- 長由介神社
  - 由緒不明[11]。長由介神は御饌の神[11]とされることから豊受大神の御霊あるいは分霊とする説がある。
- 川島（かわしま）神社（長由介神社同座）
  - 由緒不明[16]。祭神は川島神とされるが、詳細は不明である。川島神社は1218年ころに書かれたと推定されている瀧原宮宮域之図（神宮文庫所蔵）には名前はあるものの、社殿は書かれていない。1874年（明治7年）以降、長由介神社に合祀されるようになった[16]。
- 倭姫命の伝説において瀧原の手前で倭姫命を出迎えたとされる真奈胡神（まなごのかみ）[6]を祀る多岐原神社（たきはらじんじゃ）[17]が下流約6kmにあるが、内宮摂社となっている[18]。

## 祭事
皇大神宮に準じた祭事が行なわれ、祈年、月次、神嘗、新嘗の諸祭には皇室からの幣帛（へいはく）がある。
- 1月
  - 歳旦祭（さいたんさい）（1月1日） 新年を祝い、皇位の無窮を祈る祭り。
  - 元始祭（げんしさい）（1月3日） 年始にあたり、天津日嗣（あまつひつぎ）の本始を祝う祭り。
- 2月
  - 建国記念祭（けんこくきねんさい）（2月11日） 神武天皇の建国の創祀を祝う祭り。昭和23年に廃止された紀元節祭（きげんせつさい）を改名し、1967年（昭和42年）に復興した。
  - 天長祭（てんちょうさい）（2月23日）徳仁天皇の誕生日を祝う祭り。
  - 祈年祭（きねんさい）（2月20日） 年の初めに穀物の豊穣と国家の安泰を祈る祭り。
- 5月
  - 風日祈祭（かざひのみさい）（5月14日） 外宮内宮のほか、別宮末社摂社などに幣帛を供進し、風雨の災いなく五穀豊穣であるように祈る神事。
- 6月
  - 月次祭（つきなみさい）（6月22-23日） 6月と12月の11日に国家の平安と天皇の福寿を祈った祭り。伊勢神宮では神嘗祭と合わせて三節祭または三時祭と呼ぶ。
- 8月
  - 風日祈祭（かざひのみさい）（8月4日）
- 10月
  - 神嘗祭（かんなめさい）（10月22-23日） 神官がその年に収穫された穀物を「大御饌（おおみけ）」として天照大神に奉献する祭り。
- 11月
  - 新嘗祭（にいなめさい）（11月26日） 天皇がその年に収穫された穀物を神に供えるとともに自らも食べて収穫を感謝する祭り。
- 12月
  - 月次祭（つきなみさい）（12月22-23日）

## 社殿
瀧原宮と瀧原竝宮の両別宮の社殿は並んで立ち（東が瀧原宮、西が瀧原竝宮）、同規模である。

### 別宮
両別宮の本殿は内宮に準じ、内削ぎの千木と、偶数の6本の鰹木を持つ神明作りで、萱葺である。本殿周囲には瑞垣と玉垣が配され、御垣にはそれぞれの門がある。

### 所管社
若宮神社
内宮に準じ内削ぎの千木と偶数の6本の鰹木を持つ神明作りで板葺である。門のある瑞垣が配される。
長由介神社
内宮に準じ内削ぎの千木と偶数の6本の鰹木を持つ神明作りで板葺である。門のある瑞垣が配される。1874年（明治7年）に南面から西面に変更された。
川島神社
社殿はなく、長由介神社に同座する。

## 交通
- 最寄駅：JR紀勢本線滝原駅から約1.5km（徒歩15分）
- 最寄バス停：三重交通の松阪熊野線（旧・南紀特急バス）[20]又は三重交通の名古屋南紀高速バスで滝原宮前バス停
- 一般国道：国道42号沿い
- 最寄インターチェンジ：紀勢自動車道大宮大台インターチェンジから国道42号を約3km
- 駐車場：隣接する道の駅奥伊勢木つつ木館に大駐車場があるほか、道の駅の横にある大鳥居の先にも駐車場がある。

## その他

### 瀧原宮が登場する作品
- 漫画
  - 星野之宣『ヤマタイカ』 ヤマタイカは火山を崇める縄文人の末裔と火山を嫌う弥生人の末裔が1980年代後半に戦うとするマンガである。この作品では滝原宮を、近くに標高734mの浅間山がある伊勢神宮第3の格式を誇る別宮で、滝原宮を雛形として698年ごろ伊勢神宮が創建されたと説明し、伊雑宮と合わせて伊豆大島の三原山への、伊勢神宮と合わせて長野県と群馬県の県境の浅間山への結界であったとしている。